# جوش إس. كاتلر
جوش إس. كاتلر هو سياسي أمريكي، ولد في 22 يناير 1971 في دوكسبوري في الولايات المتحدة. نشط حزبياً في الحزب الديمقراطي. وقد انتخب عضو مجلس نواب ماساتشوستس ‏ عن دائرة Massachusetts House of Representatives' 6th Plymouth district ‏ (5 يناير 2013 – ).